# GLM (企業)
GLM株式会社（GLM.Co.,LTD.）は、京都府京都市伏見区に本社を置く企業である。主な事業として電気自動車（EV）の開発、販売等を行っている。

## 概要
2006年に京都大学VBL（ベンチャー・ビジネス・ラボラトリー）で発足した「京都電気自動車プロジェクト」を、2010年4月に事業化してグリーンロードモータース株式会社を設立。2014年4月にGLM株式会社に社名を変更した。2018年に京都市伏見区に4階建ての本社機能を備えたテクニカルセンターを竣工した。
自社ブランドによる完成車事業と他社への技術協力や共同・受託開発などを行うプラットフォーム事業を展開。これまでに旭化成、帝人、東洋ゴム工業などと共同開発を発表している。2016年9月には安川電機がGLMとの資本提携を発表。2017年7月に香港のメーンボード上場のオーラックスHD（2018年に WE Solutions Limited へ社名変更）と資本提携した。

## トミーカイラZZ（Tommykaira ZZ）

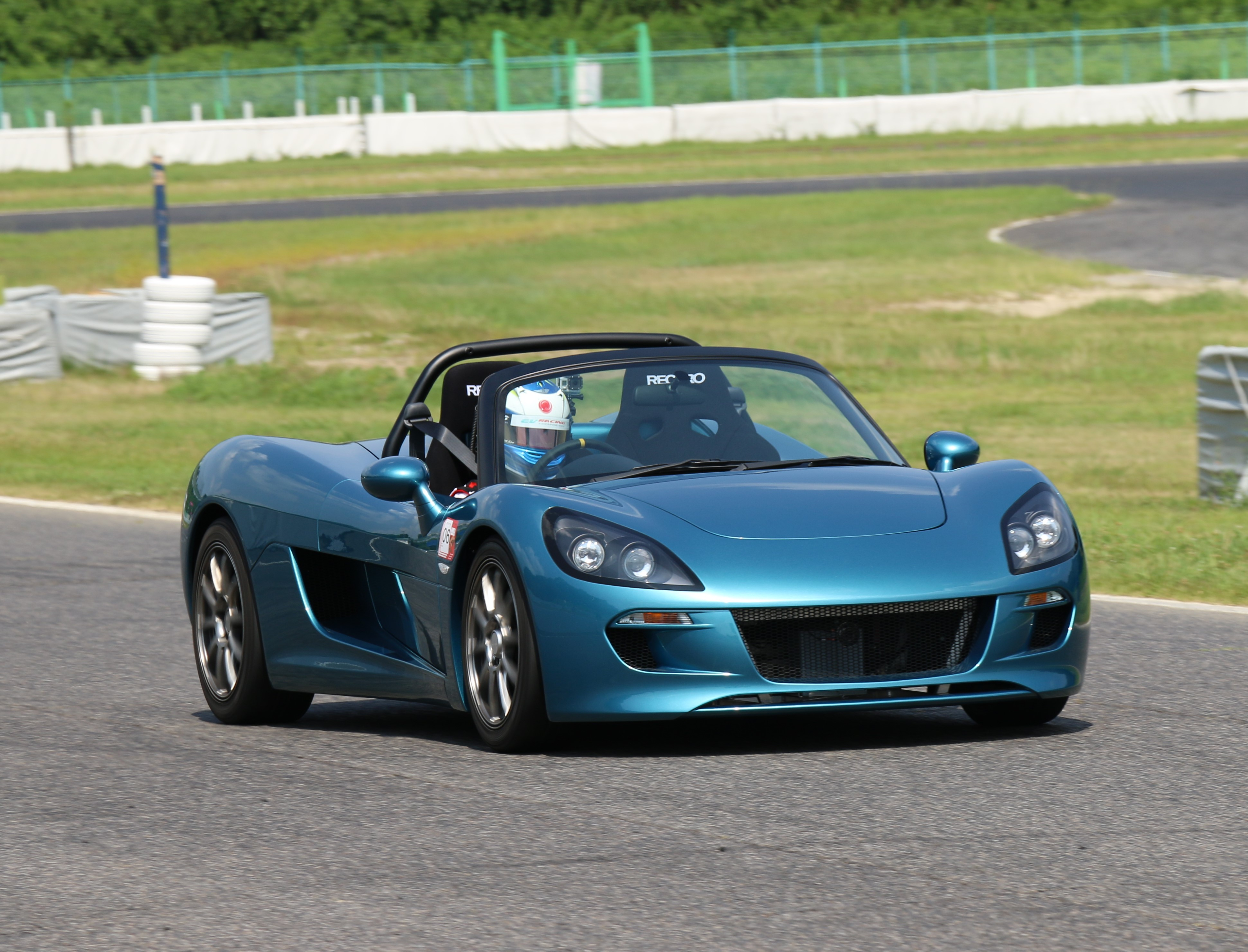
Tommykaira ZZ

GLM初の車両がスポーツカータイプの電気自動車「トミーカイラZZ（ジージー）」である。国産のEVとしても初となるスポーツカーの量産モデル。自衛隊の水陸両用車なども手掛ける京都府舞鶴市の小阪金属工業の専用ファクトリーで2015年10月から本格的な量産を開始している。販売価格は税抜800万円で、99台限定で販売中。
シャシーに高剛性アルミニウムを、外装フレームに繊維強化プラスチック（FRP）を採用し、普通乗用車規格のEVでありながら車重は1tを切る軽量化に成功。「公道を走るレーシングカー」をコンセプトに、パワステやブレーキブースター、トラクションコントロールシステムに至るまでを排除、自らが主体的に操縦する楽しさを重視して設計されている。最大出力225kW （305PS）の高出力モーターを装備し、0-100km/hまでの加速は3.9秒を達成している。2人乗りのオープンカータイプで、最高速度は180km/h。1回の充電による航続距離は120km。オプションでソフトトップが装備可能。
京都のトミタ夢工場が生産していた「トミーカイラZZ」（1997年 - 2001年にかけ世界で206台を販売）のコンセプトや車名、ロゴマークを継承している。海外の高級スポーツカーと同じハンドメードによる生産を行っており、外装カラーなどオーナーの希望に合わせて納車することも可能。モーターやバッテリーなど内部構造はもちろん、外観や車体、部品やパーツに至るまで全てをGLMが単独、もしくはパートナー企業と共同で新しく開発している。
開発にはトヨタ自動車でレクサスの車体設計を指揮した技術本部長の藤墳裕次や、ガソリン車のZZの開発を行っていた元トミタ夢工場のエンジニアらが携わっている。2011年10月の新車開発スタートから専用ファクトリーでの本格量産まで4年を要して完成した。
2015年にはイギリスの世界的なモータースポーツイベント「Goodwood Festival of Speed」に出展を果たした。

## プラットフォーム事業
同社が展開するEVに特化した自動車エンジニアリングサービスとノウハウを提供する事業。主に国内外自動車メーカーへの研究開発支援や量産支援、部品・素材・化学・ITメーカー等の自動車関連事業の技術・開発支援を行なっている。

### EVプラットフォーム
車台（フレーム・シャシー・ステアリング・サスペンション等）とパワートレイン（モーター・バッテリー・車両制御ユニット等）で構成する車体。走行に必要な部品を全て備え、それ自体で走行可能な強度・剛性を併せ持つ設計になっている。プラットフォーム事業の中核を成す技術で、この車両をベースに研究開発を行うことで、開発にかかるコストや時間を大幅に短縮することが可能。特徴は各部分をモジュール化している点で、パワートレインや足回りなどを部分的に他社に提供することもできる。

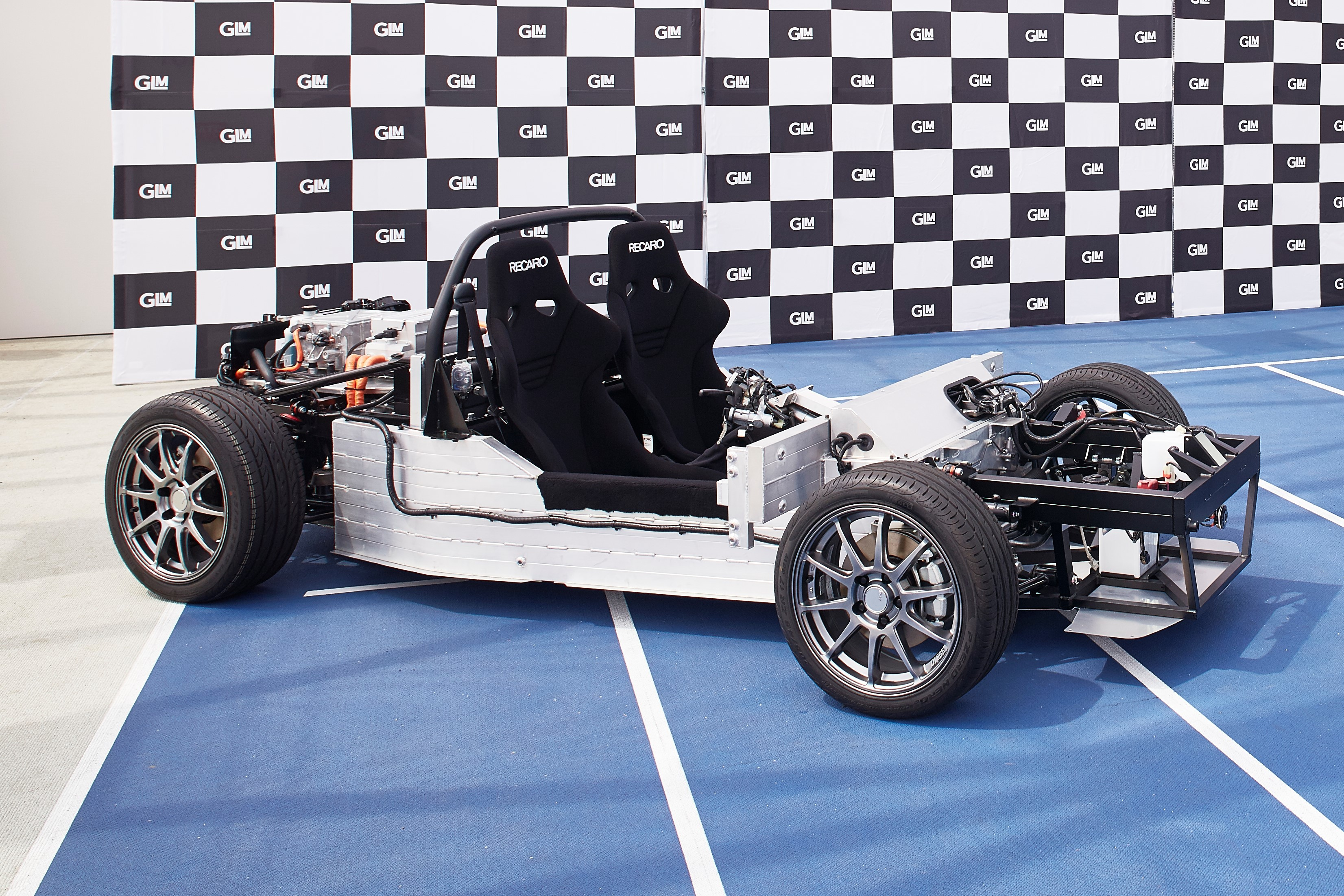
第1世代プラットフォーム
トミーカイラZZに使われているプラットフォーム。人が乗る中央部分(バスタブ部分)は強度を高めた高剛性アルミ合金を使用し、前方から後方まで曲げ加工による一体成形を施している。これによりコーナリング時にも非常に高い捻り剛性を可能にし、高度な運動性能を実現している。構造を支えるメーンフレームは特許を取得。モジュール化したパワートレイン部分は旭化成のコンセプトカー「AKXY」にも使用されている。。
第2世代プラットフォーム
現在開発中のもので、第1世代と比べて多車種の自動車に応用・展開できるフレキシブルさを持つ。2018年3月にGLMは「当面、開発リソースをプラットフォーム事業へ注力する」とした経営方針を発表し、その中核を担う次世代型プラットフォーム（第2世代）の開発を行うことを同時に宣言した。中でも、主要基盤となる「EVシステム（モーター・インバーター・バッテリー・制御システム等）」を開発の中心に据えており、車両の各種電子部品やシステムを協調制御する高機能な製品を目指すとしている。また先進運転支援システム（ADAS）や、車載ソフトウェアの無線アップデート（OTA）などIT分野の市場ニーズにも順応できるように準備を進めている。同社は自社ブランド完成車への搭載も想定しており、企画が見直しとなった後述のGLM G4はこのプラットフォームを使った新たな完成車として市場への投入が検討されている。

### 事業例

#### AKXY（アクシー）
2017年5月に旭化成が発表したSUVのコンセプトカー「AKXY」はGLMが車両のデザイン、車台およびパワートレインの設計を担当した。車内外には旭化成が持つ27の部材やシステムが使用されている。パワートレインにはトミーカイラZZに使用している第1世代プラットフォームのものが搭載されているため、コンセプトカーでありながら走行可能である。
名前の由来は「Asahi Kasei ×(かける)You(顧客)」。人とくるまのテクノロジー展2017にも出展している。

## 完成車事業

### Tommykaira ZZ
2015年に国産初のスポーツカータイプの電気自動車「トミーカイラZZ」の量産を開始。詳細は上記参照。

### GLM G4
2016年のパリモーターショーにおいてEVスーパーカー「GLM G4」のコンセプトカーを発表した。
G4は、GLMが2016年に株式の一部を取得して資本・業務提携したオランダの自動車メーカーのサヴェージ・リヴァーレ社が販売しているロードヨットGTSの電気自動車版となる。2017年4月のジャパンプレミアでは想定価格4000万円で1000台の販売を計画していることを発表した。
しかし、2018年3月にプラットフォーム事業へ注力するとした経営方針を打ち出し「第2世代プラットフォーム」の開発に専念すると公表。それに伴いG4は販売地域、販売価格、スペックなどすべての企画を見直すこととなったが、同社はこの第2世代プラットフォームを搭載した新たな車両として発表するとしている。

### MiMoS（ミモス）
2023年8月17日、取り扱い開始。中華人民共和国の嘉远汽车（JIAYUAN）製のマイクロカー「KOMI」を日本市場向けに改良したモデルで、軽自動車規格のEVとなる。シェアリングサービスを検討している行政機関や企業向けに販売およびリースを予定している。

## 経営方針

### 水平分業モデル
同社は水平分業モデルでの事業を展開している。従来の自動車産業のようにサプライヤーに対する一方的な作業指示ではなく、EV開発コンセプト、開発状況、必要な部品内容、部品の形状理由や仕様理由などをある程度公開し、双方向の情報開示をベースに部品の共同開発を行っている。そのため協力企業は自社の最先端技術を早期活用し、そして情報共有化を通じた新たなノウハウを獲得できる。
GLMは自動車関連企業・機関との協力関係を「GLMエコシステム」と呼んでいる。参画企業は増加の一途を辿り、同社EVの品質と開発スピードアップを支えている。現在はGSユアサやニチコン、BOSCHグループを始めとする200社以上にも及ぶ関係を築いており、自社の車両開発リソースだけでなくサプライヤーとの関係も用いた車両開発を行えるのが強みである。

## 製品
- トミーカイラZZ